# カトリーナ・バルフ
カトリーナ・バルフ（Caitriona Balfe〈発音：[kəˈtriːnə ˈbælf]〉、1979年10月4日 - ）は、アイルランドの女性ファッションモデル、女優。テレビドラマシリーズ『アウトランダー』のクレア役で知られる。

## 来歴
映画では『SUPER8/スーパーエイト』『グランドイリュージョン』や、シルヴェスター・スタローン、アーノルド・シュワルツェネッガー両名が主演の『大脱出』に出演して映画界でも広く知られた"The Beauty Inside" や"Crush" 、"H+: The Digital Series" 。
2014年に放送が始まったテレビドラマシリーズ『アウトランダー』では主役のクレア・ビーチャムを演じ、サターン主演女優賞（テレビドラマ部門）を受賞、ゴールデングローブ賞主演女優賞（テレビドラマ部門）にノミネートされた。
1999年、ダブリン県立大学で音楽と演劇を学んでいた時、パリでファッションモデルの仕事のオファーを受ける。ドルチェ&ガッバーナ、モスキーノ、ロベルト・カバリ、マックスマーラ、ボッテガ・ヴェネタ、H&M、オスカー・デ・ラ・レンタなどの多くのブランドの広告やキャンペーンに登場し、10年以上ランウェイでも活躍した後、演技の世界へ転向した。

## モデルとしてのキャリア
地元のモールでチャリティの募金集めをしていた時にエージェントからスカウトされモデルになる。19歳の時、ダブリンでモデルの仕事中に、ニューヨークのモデルエージェンシー、フォード・モデルズのスカウトの目に止まり、パリへとスカウトされた。シャネル、モスキーノ、ジバンシィ、ドルチェ&ガッバーナ、アルベルタ・フェレッティ、ルイ・ヴィトンなどの有名ブランドで複数回ファッションショーのオープニングやクロージングを飾ったほか、各ブランドのショーでも活躍したり（ドルチェ&ガッバーナ 12回、シャネル 8回、マーク・ジェイコブス / ナルシソ・ロドリゲス / モスキーノ 7回、エトロ 6回、アルマーニ / ロベルト・カバリ / マックスマーラ / アン・ドゥムルメステール / ルイ・ヴィトン 5回、ジバンシィ / オスカー・デ・ラ・レンタ / ミッソーニ / ボッテガ・ヴェネタ / バーバリー / アルベルタ・フェレッティ / アレキサンダー・マックイーン / エマニュエル・ウンガロ 4回、ロシャス / クリスチャン・ラクロワ / ラウラ・ビアジョッティ / キャシャレル / マックス・アズリア / ソニア・リキエル / アレッサンドロ・デラクア / ケンゾー 3回）、カルバン・クライン、リーバイス、バリー、コスチューム・ナショナル、エスカーダ、ハッシュパピー、ニーマン・マーカス、ドリス・ヴァン・ノッテン、ウエラ、ヴィクトリアズ・シークレットなどの広告キャンペーンに登場した。2002年のヴィクトリアズ・シークレットのファッションショーに出演し、『ヴォーグ』『ハーパーズ バザー』『ELLE』などの有名ファッション雑誌の表紙を飾った。ランウェイを歩いた回数は2002年シーズンには73回、2003年シーズンには96回、2004年シーズンには83回に上る。単に「カトリーナ」として度々クレジットされ、キャリアの最高潮時には世界的モデルの上位20人に数えられた。
上述したほかにバルフがファッションショーに登場したブランドは、アンナ・モリナーリ（ブルフィン）、アナスイ、バレンシアガ、セリーヌ、チャド・ラルフ・ルッチ、クロエ、クリスチャン・ディオール、ディーゼル、DKNY、ドリス・ヴァン・ノッテン、エミリオ・プッチ、フェンディ、ジャンフランコ・フェレ、ヒューゴ・ボス、フセイン・チャラヤン、アイスバーグ、イッセイ・ミヤケ、ジル・サンダー、en:Julien Macdonald｜ジュリアン・マクドナルド、ラ・ペルラ、ラコステ、ランバン、ロエベ、マイケル・コース、ミュウミュウ、ニコール・ミラー、パコ・ラバンヌ、ペリー・エリス、ローラン・ムレ、サルヴァトーレ・フェラガモ、ステラ・マッカートニー、ヴァレンティーノ、ヴィクター&ロルフ、ヨウジヤマモト。
2002年及び2003年シーズンにミラノで30万ドル近く稼いだが、イタリアのエージェンシー、パオロ・トメイが破産の申し立てを行った。バルフを含め所属していたモデルらが得るはずだった報酬を求めて支援者らと共に陳情したが、イタリアの法律ではモデルはフリーランスの職業であるため、弁護士に訴訟を諦めるよう諭された。数年後の2009年、BCBGの仕事をしていた時に、支払いが遅れた上、財政上の問題で支払いを拒否されるという似たようなシチュエーションに遭遇したが、エージェンシーと支払いを保証される契約を個人的にしていた。エージェンシーのアドバイスに従わず、支払いが完遂されるまでBCBGと仕事をしないと決め、最終的に会社もそれに応じた。こういった事態を受けて、非営利のモデル・アライアンスが創設された。
自身のモデルのキャリアを振り返り、バルフは「モデルはある意味で“老い”が早いから、フラストレーションも溜まっていましたし、決して情熱を傾けられる仕事ではありませんでした」とコメントし、今後、モデルの道一本で生きていくつもりはないと述べた。2013年に「ナチュラル・ビューティ」シリーズに写真家のジェームズ・ヒューストンに採用され、アンテロープ・キャニオンで撮影が行われ、モデル業は「時々」続けている。

## 女優としてのキャリア

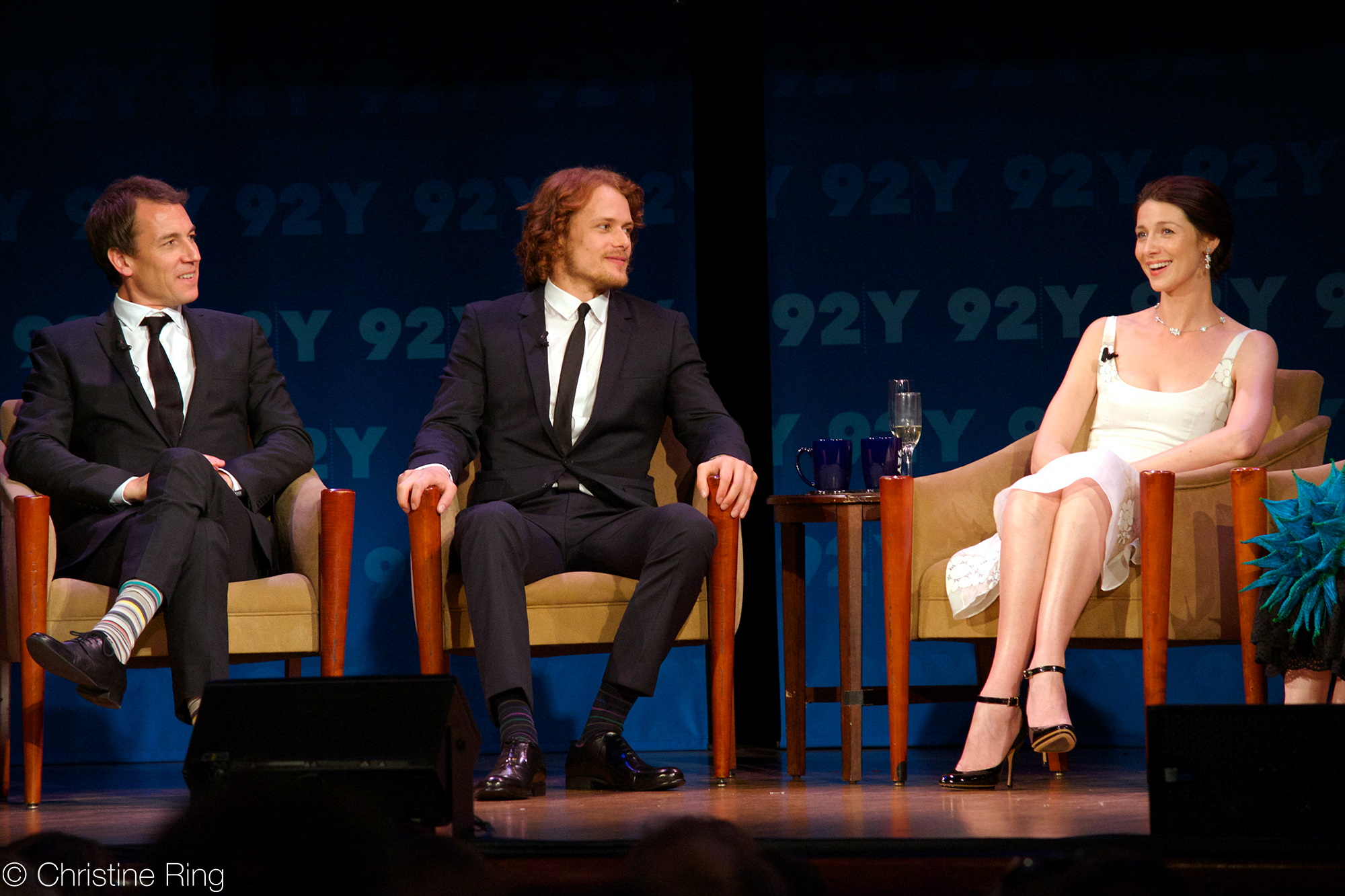
『アウトランダー』の共演者トビアス・メンジーズ（左）とサム・ヒューアン（中央）と

ニューヨークに住んでいた頃、映画『プラダを着た悪魔』（2006年）に雑誌『ランウェイ』の社員として端役で出演した。2009年、拠点をニューヨークからロサンゼルスへ移し、ワーナー・ローリン・スタジオやサンフォード・マイズナー・センター、ジュディス・ウェストン・スタジオで1年半をかけて演技を学んだ。2011年に『SUPER8/スーパーエイト』で主人公の母親役を、2013年に『グランド・イリュージョン』でマイケル・ケイン演じるキャラクターの妻役を、『大脱出』でシルヴェスター・スタローン演じるレイ・ブレスリンを雇うCIAの弁護士役を演じた。
2012年、トファー・グレイス演じる青年アレックスが毎日異なる肉体でストーリーを語る全6エピソードのソーシャル・フィルム"The Beauty Inside" にアレックス#34役で出演。2013年、イギリスのミュージシャン・ボノボの"First Fires" や、フランスのバンド・フェニックスの"Chloroform (song)" のミュージックビデオに出演した。後者の監督はソフィア・コッポラだった。
2012年から2013年にかけて、ワーナー・ブラザースのウェブシリーズ『H+ デジタルシリーズ』のメインキャスト、24時間いつでもインターネットに接続できるようコンピュータを埋め込まれたヒトの開発を行うバイオテクノロジー企業の幹部役ブレナ・シーハン役で出演。
2013年9月、ダイアナ・ガバルドンのベストセラー小説を原作とするStarzのテレビシリーズ『アウトランダー』の主役クレア・ビーチャム・ランダル・フレイザー役であることが判明し、2014年8月にプレミア上映が行われた。バルフが演じるのは、戦争で荒廃する18世紀のスコットランドのハイランド地方へとタイムスリップしてしまう20世紀半ばの看護婦役である。バルフの演技だけでなく作品そのものも絶賛され、『ヴァニティ・フェア』のリチャード・ローソンは「バルフが非常に魅力的で、彼女のおかげでクレアという女性が大変活発で勇ましいヒロインたりえている」と述べ、『ハリウッド・リポーター』のティム・グッドマンは「彼女の演技がクレアという女性に陰影を与えていて、彼女が間違いなく素晴らしい女優であり、それだけでも見る価値がある作品だ」という記事を書いた。『エンターテインメント・ウィークリー』のジェフ・ジェンスンは「バルフがスターになる時が来た」と述べ、『タイム』のジェームズ・ポニウォジックは「（クレアに）伝染するように夢中になる」と評した。『アウトランダー』は2024年以降放送されるシーズン8をもって終了予定である。
2014年12月、『エンターテインメント・ウィークリー』はバルフを「2014年にブレイクした12人」の1人に数え、BBCアメリカの「ウーマン・オブ・ザ・イヤー」にも投票された。
2015年1月29日、ジョディ・フォスターが監督を務め、ジョージ・クルーニーとジュリア・ロバーツが主演する映画『マネーモンスター』に出演することが発表された。
同年4月、第12回アイルランド映画・テレビアカデミー賞の主演女優賞にノミネートされ、雑誌『ピープル』で「世界で最も美しい50人」の1人となった。6月25日、サターン主演女優賞（テレビ部門）を受賞した。

## 私生活
1979年、アイルランド・ダブリンに生まれ、モナハン近くのテダブネット村で育つ。7人家族で、父親は元ガルダ・シーハーナ（アイルランド治安防衛団）。本格的に芝居を始めた時はロサンゼルスを拠点にし、モデル時代はニューヨーク、パリ、ロンドン、ミラノ、ハンブルク、東京などを転々としたが、現在はグラスゴーを拠点としている。英語のほか、アイルランド語も話せる。

## フィルモグラフィ

### 映画
| 年   | タイトル                                | 役名                              | 備考                                | 吹き替え   |
| ---- | --------------------------------------- | --------------------------------- | ----------------------------------- | ---------- |
| 2006 | プラダを着た悪魔 The Devil Wears Prada  | Clacker                           | クレジットなし                      |            |
| 2009 | Picture Me                              | 本人役                            | ドキュメンタリー プロデューサー兼任 | N/A        |
| 2009 | A Herculean Effort                      | エミリー                          | 短編映画                            | N/A        |
| 2011 | SUPER8/スーパーエイト Super 8           | エリザベス・ラム （主人公の母親） |                                     |            |
| 2011 | Lust Life                               | オーブリー                        | 短編映画                            | N/A        |
| 2012 | The Wolf                                | サリー                            | 短編映画                            | N/A        |
| 2012 | Lost Angeles                            | ヴェロニク                        |                                     | N/A        |
| 2013 | Crush                                   | アンディ                          | ビデオスルー                        | N/A        |
| 2013 | グランド・イリュージョン Now You See Me | ジャスミン・トレスラー            |                                     |            |
| 2013 | 大脱出 Escape Plan                      | ジェシカ・ミラー                  |                                     | 長尾明希   |
| 2015 | The Price of Desire                     | ガブリエル・ブロック              |                                     | N/A        |
| 2016 | マネーモンスター Money Monster          | ダイアン・レスター                |                                     | 恒松あゆみ |
| 2019 | フォードvsフェラーリ Ford v Ferrari     | モリー・マイルズ                  |                                     | 恒松あゆみ |
| 2021 | ベルファスト Belfast                    | マー                              |                                     | 恒松あゆみ |
| 2024 | The Cut                                 | Caitlin Harney                    |                                     |            |
| 2025 | アマチュア The Amateur                  | インクワライン                    |                                     | 恒松あゆみ |

### テレビ
| 年       | タイトル                                                                         | 役名                                     | 備考                      | 吹き替え   |
| -------- | -------------------------------------------------------------------------------- | ---------------------------------------- | ------------------------- | ---------- |
| 2010年   | The Model Scouts                                                                 | 本人役                                   | ランウェイ指導            | N/A        |
| 2014年 - | アウトランダー Outlander                                                         | クレア・ビーチャム・ランダル・フレイザー | 主演                      | 恒松あゆみ |
| 2019     | ダーククリスタル: エイジ・オブ・レジスタンス The Dark Crystal: Age of Resistance | タヴラ                                   | Netflix人形劇シリーズの声 |            |

### ウェブ
| 年              | タイトル            | 役名             | 備考  |
| --------------- | ------------------- | ---------------- | ----- |
| 2012年          | The Beauty Inside   | アレックス #34   |       |
| 2012年 – 2013年 | H+ デジタルシリーズ | ブレナ・シーハン | 計7話 |

## 受賞・ノミネート
| 年     | 作品           | 賞                                         | 部門                                   | 結果       |
| ------ | -------------- | ------------------------------------------ | -------------------------------------- | ---------- |
| 2014年 |                | BBCアメリカ Anglophenia Fan Favorite Award | ウーマン・オブ・ザ・イヤー             | 受賞       |
| 2014年 | アウトランダー | サターン賞                                 | サターン主演女優賞（テレビ部門）       | 受賞       |
| 2014年 | アウトランダー | 第12回アイルランド映画・テレビ賞           | 最優秀主演女優賞（ドラマ部門）         | ノミネート |
| 2014年 | アウトランダー | 第12回アイルランド映画・テレビ賞           | ライジング・スター賞                   | ノミネート |
| 2015年 | アウトランダー | 第42回ピープルズ・チョイス・アワード       | ケーブルテレビSFファンタジー・女優部門 | 受賞       |
| 2015年 | アウトランダー | 第73回ゴールデングローブ賞                 | 主演女優賞（テレビシリーズ部門）       | ノミネート |
| 2015年 | アウトランダー | Women's Image Network Awards               | 優秀女優賞（ドラマシリーズ部門）       | 受賞       |
| 2016年 | アウトランダー | 第74回ゴールデングローブ賞                 | 主演女優賞（テレビシリーズ部門）       | ノミネート |
| 2017年 | アウトランダー | 第75回ゴールデングローブ賞                 | 主演女優賞（テレビシリーズ部門）       | ノミネート |
| 2018年 | アウトランダー | 第76回ゴールデングローブ賞                 | 主演女優賞（テレビシリーズ部門）       | ノミネート |